# کوزا آیپک هولدینگ
کوزا آیپک هولدینگ (به ترکی استانبولی: Koza İpek Holding) شرکت خوشه‌ای ترکیه‌ای است، که در زمینه استخراج معادن و فلزات، رسانه‌های گروهی، چاپ و انتشارات فعالیت می‌کند.
شرکت کوزا آیپک هولدینگ در سال ۱۹۴۸ توسط علی آیپک تأسیس شد. دفتر مرکزی این شرکت در شهر استانبول، ترکیه قرار دارد و بخشی از سهام آن در بازار بورس استانبول معامله می‌شود.